# Tytthocope beddardi
Tytthocope beddardi är en kräftdjursart som först beskrevs av Bonnier 1896.  Tytthocope beddardi ingår i släktet Tytthocope och familjen Munnopsidae. Inga underarter finns listade i Catalogue of Life.